# Jean Galfione
Jean Galfione (ur. 9 czerwca 1971 w Paryżu) – francuski lekkoatleta skoczek o tyczce, mistrz olimpijski i medalista mistrzostw świata.
Zdobył złoty medal na mistrzostwach świata juniorów w 1990 w Płowdiwie. Ma halowych mistrzostwach świata w 1991 w Sewilli zajął 12. miejsce, a na mistrzostwach świata w Tokio w tym samym roku – 10. miejsce. Na halowych mistrzostwach Europy w 1992 w Genui był czwarty. Wystąpił na igrzyskach olimpijskich w 1992 w Barcelonie, ale nie dostał się do finału (13. miejsce w eliminacjach). Na halowych mistrzostwach świata w 1993 w Toronto wywalczył brązowy medal, zaś na mistrzostwach świata w Stuttgarcie w tym samym roku zajął 8. miejsce. W 1993 zdobył również brązowe medale na letniej uniwersjadzie w Buffalo oraz igrzyskach śródziemnomorskich w Langwedocji-Roussillon.
Na halowych mistrzostwach Europy w 1994 w Paryżu zajął 2. miejsce, a na mistrzostwach Europy w 1994 w Helsinkach 3. miejsce. Podobnie zdobył brązowy medal na mistrzostwach świata w 1995 w Göteborgu. W eliminacjach halowych mistrzostw Europy w 1996 w Sztokholmie w eliminacjach nie zaliczył żadnej wysokości.
Swój największy sukces odniósł zdobywając złoty medal na igrzyskach olimpijskich w 1996 w Atlancie. Ustanowił wówczas rekord olimpijski rezultatem 5,92 m. Na mistrzostwach świata w 1997 w Atenach nie zaliczył żadnej wysokości. Zajął 8. miejsce na halowych mistrzostwach Europy w 1998 w Walencji. Ponownie zdobył brązowy medal na mistrzostwach Europy w 1998 w Budapeszcie. Zwyciężył na halowych mistrzostwach świata w 1999 w Maebashi, gdzie skoczył 6,00 m.
Później nie zdobywał już medali na wielkich imprezach. Na mistrzostwach świata w 1999 w Sewilli nie zaliczył żadnej wysokości. Odpadł w eliminacjach na igrzyskach olimpijskich w 2000 w Sydney. Na halowych mistrzostwach Europy w 2005 w Madrycie zajął 6. miejsce, a na mistrzostwach świata w 2005 w Helsinkach odpadł w eliminacjach.
Galfione był mistrzem Francji w skoku o tyczce w latach 1993-1998, a w hali w 1990, 1993, 1994 i 1999.